# Ян Усмошвец
Ян Усмошвец (Усмович, Усмарь, от слова усмие — «кожа») — легендарный летописный богатырь. Упоминается в летописях под 992, 1001 и 1004 гг., всегда в роли победителя печенегов, в двух последних случаях вместе с богатырём Алексеем Поповичем.
Наиболее подробен следующий легендарный рассказ. В 992 году печенеги пришли из-за Сулы на берега Трубежа и стали вызывать на единоборство с их богатырём. Охотников не находилось, и великий князь Владимир начал тужить. Тут подошёл старик и сказал, что оставшийся дома меньшой его сын (из пяти) в гневе разрывает кожу. Силач был вызван; для пробы силы он схватил бежавшего мимо быка и вырвал кожу с мясом, сколько мог захватить рукою. Печенежский силач был им побеждён и печенеги бежали. Князь Владимир заложил на месте поединка город, дав ему название Переяслав, якобы потому, что здесь русский богатырь «перенял» славу печенежского. Однако город Переяславль упоминался ещё в договоре 907 года Олега с греками.
Позднейшая сходная сказка о Никите (Кирилле) Кожемяке напечатана во 2-м томе «Записок о Южной Руси» Кулиша. Здесь богатырь — старик, мнёт и рвёт в гневе кожи, убивает змея и освобождает похищенную змеем царевну. Летописный Ян Усмошвец и украинский Кирилл Кожемяка, по-видимому, два далеко разошедшиеся варианта одного и того же сказочного мотива об освобождении царевны от похитившего её змея.

## Источник
- Сумцов Н. Ф. Ян Усмошвец // Энциклопедический словарь Брокгауза и Ефрона : в 86 т. (82 т. и 4 доп.). — СПб., 1890—1907.
- Ян Усмошвец Архивная копия от 24 июня 2018 на Wayback Machine // Исторический словарь